# Motobloc Type AN
Als Motobloc Type AN bezeichnete der französische Hersteller Motobloc verschiedene Pkw-Modelle.
Zunächst gab es den Type AN von 1911 bis 1914. Später folgte der Type AN von 1929 bis 1932.